# Swedish Dance Music Awards
Swedish Dance Music Awards var en musikgala för svenska artister inom modern dansmusik som anordnades för första gången 1991. Galan dominerades av eurodanceartister och E-Type var en av dem som fick ta emot flest priser (guldtallrikar). Galan sändes i ZTV.
Grundarna till Swedish Dance Music Awards var Jonas Siljemark, som senare blev vd för Warner Music Scandinavia, och John Wallin som kom från DJ butikerna Vinylmania och Pitch Control. 

## Swedish Dance Music Awards år för år

### 1993
- Årets bästa svenska dansartist/grupp: Ace of Base
- Årets svenska musikvideo: Stakka Bo - Down the drain
- Årets bästa internationella video: Rob’n’Raz - In command
- Årets bästa svenska producent: Denniz Pop
- Årets bästa svenska remixare: Stonebridge
- Årets bästa radio-DJ: Pontus Enhörning
- Årets bästa svenska video: Stakka Bo - Down the drain

Årets huvudvinnare Ace of Base var inte på plats i Stockholm då de var på promotionturné i Japan. Priset hämtades av en representant från skivbolaget Mega. 
Under den tv-sända galan på Berns salonger i Stockholm uppträdde Jennifer Brown med Take a piece of my heart, Juliet Roberts med Caught in the middle, Stakka Bo med On your knees, Dr Alban med Look who’s talking, Maxx med Get A Way, Just D - Vart tog den söta lilla flickan vägen och Culture Beat med Anything.
Per Sinding-Larsen intervjuade Denniz Pop, Jennifer Brown, Stakka Bo, samt Jay Supreme och Tania Evans i Culture Beat. 
Värdar var Kayo & Claes ”Clabbe” af Geijerstam.
Ovanstående sammanställning enligt ett sammandrag av galan Swedish Dance Music Awards & Z-TV Video Awards på Berns salonger sänt på Z-TV 1994.

### 1994
E-Type (Bästa sång, bästa artist och nykomling)

### 1995
Även detta år tv-sändes galan från Berns salonger. Programledare var Per Sinding-Larsen och Johanna Westman och på scenen uppträdde bl. a. Herbie med "Right Type Of Mood", Infinite Mass med "Ride" och Rob 'N' Raz with D-Flex med "Take A Ride".
- Årets bästa remixer: Stonebridge
- Årets bästa svenska producent: Denniz Pop & Max Martin
- Årets underground: Dunkla Quality Recordings

Bland de nominerade hittade man bl.a. Nick Nice, Pierre Jerksten, Douglas Carr,  JJ, och DJ Blackhead.

### 1996
- Ro-Cee uppträder och intervjuas. Infinite Mass vinner flera priser.
- Den amerikanska R&B-sångaren Horace Brown uppträder under sin två-dagar långa PR-vistelse i landet.[3]

### 1997
Galan anordnas på Berns salonger i Stockholm. Bland dem som uppträder märks Dede Lopez, Ginuwine, Lutricia McNeal, Byron Stingly, Blacknuss och Eric Gadd. 
Antiloop vinner pris för bästa house och bästa techno.

### 1998
Antiloop är nominerade i nio kategorier och vinner fyra priser.